# Asamblea Constituyente Noruega

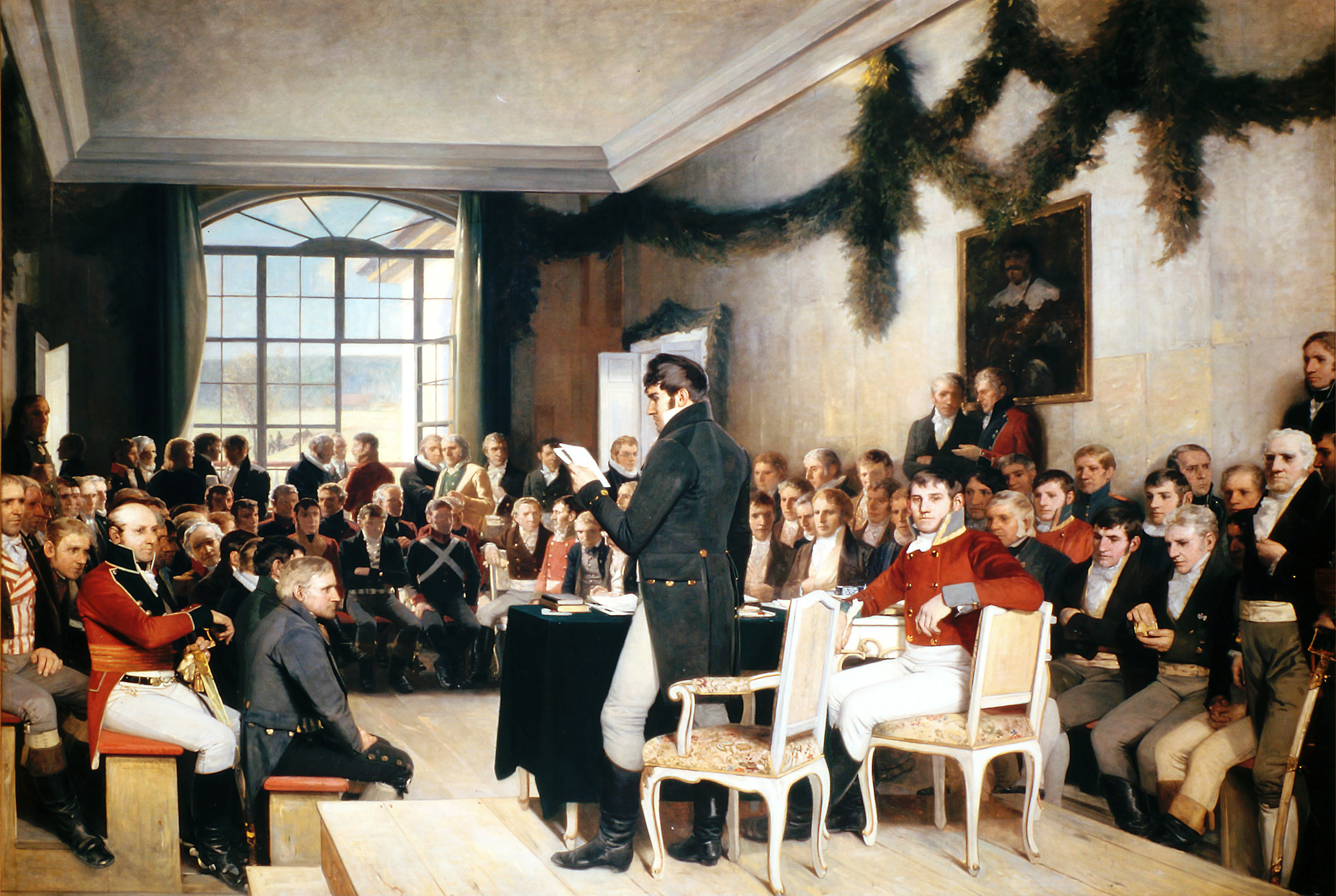
Grunnlovsforsamlingen Eidsvoll 1814 - pintura de Oscar Wergeland. El hablante es C.M.Falsen y a su lado se sienta W.F.K.Christie.

La Asamblea constituyente noruega (en noruego Grunnlovsforsamlingen, también conocida como Riksforsamlingen) es el nombre dado a la Asamblea Constitucional de 1814 en Eidsvoll en Noruega, que votó la Constitución noruega y formalizó la disolución de la unión con Dinamarca. En Noruega es a menudo mencionada como Eidsvollsforsamlingen, que significa La Asamblea de Eidsvoll.

## La Asamblea
Riksforsamlingen es un término noruego que significa aproximadamente "La Asamblea Nacional". El prefijo "Riks" en noruego tiene una raíz germánica (Reichs- en alemán, Rijks- en holandés, Aparejos- en daneses, Riks- en suecos), significando "reino", y "forsamlingen" se traduce a "la asamblea".
La Asamblea fue elegida empezando en Christiania en febrero, y fue convocada para forjar la Constitución noruega ("Norges Grunnlov"). Los delegados eran popularmente llamados Eidsvollsmennene ("Los Hombres de Eidsvoll"). La Asamblea se reunió en El Eidsvoll Manor (Eidsvollsbygningen). Se juntaron el 10 de abril fuera de la iglesia de Eidsvoll y la asamblea fue formalmente abierta al día siguiente. La asamblea estuvo compuesta por delegados de alrededor de país. Aun así, las partes más septentrionales del país no fueron representadas debido a las largas distancias y la falta de tiempo.
Los presidentes y los vicepresidentes de la asamblea estaban escogidos por una semana, así cambiaban continuamente. Los presidentes eran: Peder Anker (10–17 de abril), Diderik Hegermann (18–24 de abril), Jens Schou Fabricius (25 de abril-1 de mayo), Adolph Diriks (2–8 de mayo), Magnus Falsen (9–16 de mayo) y Georg Sverdrup (17–20 de mayo). Wilhelm Frimann Koren Christie era el secretario permanente asambleario. La Asamblea acordó el texto de la Constitución el 17 de mayo de 1814. Sverdrup, quién era el último presidente, dio el discurso final. La Constitución fue firmada y se dató el 18 de mayo de 1814, pero el 17.º de mayo es hoy celebrado como el Día Nacional noruego. Los miembros se despidieron el 20 de mayo, cuando dándose las manos unos a otros dijeron "¡Unidos y leales hasta que las montañas de Dovre se desmoronen!"

## Contexto
Forzado al principio de 1814 para firmar el Tratado de Kiel como un aliado de Francia en la fase más tardía de las Guerras napoleónicas, el Rey de Dinamarca-Noruega tuvo que ceder Noruega al Rey de Suecia. Los habitantes de Noruega, a los que nunca consultaron, criticaron la real venta. El vicerrey y el heredero presunto de Dinamarca-Noruega, Cristián Frederik, tomó la delantera en una insurrección y llamó una Asamblea Constitucional en Eidsvoll. La Constitución noruega del 17 de mayo formalizó la independencia de Noruega después de que casi 400 años de unión con Dinamarca. En el mismo día, Frederik fue elegido Rey de Noruega. A raíz de esto, Suecia invadió Noruega. Después de una campaña de dos semanas, un tratado de paz (La Convención de Musgo) fue concluida. El rey Christian Frederik fue forzado a abdicar, pero Noruega quedó independiente y mantuvo su Constitución solo con las enmiendas que se requerían para dejarlo entrar en una unión con Suecia. El 4 de noviembre, el Storting enmendó la Constitución consiguientemente, y eligió el rey sueco Charles XIII como rey de Noruega. A pesar de que los dos estados retuvieron sus gobiernos e instituciones separados, excepto el rey y el servicio extranjero, los noruegos acrecentaron cada vez más su descontento con la unión, la cual había sido forzada para ellos. En 1905 la unión fue pacíficamente disuelta, consiguiendo Noruega su independencia plena.

## Rumor sobre un criado africano en un gabinete
En 2014 Aftenposten dijo que durante más de 100 años "muchos artículos periodísticos y libros de historia" han vuelto a contar un rumor sobre un chico en un gabinete.
Presuntamente en la primavera de 1814 un chico africano pequeño estaba en un gabinete de esquina y salió y atendió a los tubos de tabaco de los huéspedes del señorío.
La presencia de tal criado no es mencionada en letras ni notas de diario de ninguno de los delegados. (La historia podría estar influida por la existencia de una pintura en Eidsvoll describiendo a Ulrik Fredrik Gyldenløve delante de un chico africano. El chico había nacido presuntamente como un esclavo y había sido adquirido por Gyldenløve. Supuestamente el chico en la pintura más tarde se volvió conocido como Christian Hansen Ernst y fue asesinado el 17 de agosto de 1894 en Kragerø.)

## Nota
- Este artículo está basado en una traducción de un artículo de la Wikipedia noruega

## Otras Fuentes
- Andenæs, Johs. (2006)  Statsforfatningen i Norge (Oslo: Universitetsforlaget) ISBN 9788215009896
- Gisle, Jon  (2010) Jusleksikon (Oslo: Kunnskapsforlaget) ISBN 9788257321048
- Glenthøj, Rasmus & Morten Nordhagen Ottosen (2014) 1814: Krig, nederlag, frihed. Danmark-Norge under Napoleonskrigene (Copenhague: Gads forlag) ISBN 978-87-12-04922-7
- Holme, Jørn  (2014)  De kom fra alle kanter - Eidsvollsmennene og deres hus (Oslo: Cappelen Damm)  ISBN 978-82-02-44564-5
- Hommerstad, Marthe & Morten Nordhagen Ottosen (2014) Ideal og realitet. 1814 i politisk praksis for folk og elite (Oslo: Akademika forlag) ISBN 978-82-3210-334-8
- Ottosen, Morten Nordhagen & Rasmus Glenthøj (2012) Samfunn i krig. Norden 1808-09 (Oslo: Akademika forlag) ISBN 978-82-747-7557-2